# Ursula Schneider-Schulz
Ursula Schneider-Schulz (* 29. September 1925 in Schwerin an der Warthe; † 26. August 2015 in Magdeburg) war eine deutsche Bildhauerin.

## Leben und Werk
Ursula Schneider-Schulz studierte von 1946 bis 1951 an der Hochschule für Baukunst und Bildende Künste Weimar und 1953/1954 bei Heinrich Drake und Fritz Koelle an der Hochschule für Bildende und Angewandte Kunst Berlin-Weißensee. Danach arbeitete sie als freischaffende Bildhauerin in Berlin, in Jena und ab 1964 in Magdeburg. Ursula Schneider-Schulz war eine typische Vertreterin des äußerlich-illustrativen Sozialistischen Realismus in der DDR der 1960er/1970er Jahre. Sie schuf als Auftragsarbeiten insbesondere Skulpturen im öffentlichen Raum und in Gedenkstätten für die Opfer des Faschismus und der Sowjetarmee im Zweiten Weltkrieg. Bereits 1962 gehörte sie zu den Künstlern, die sich beim Kunstfonds der DDR für eine Plastik für die Mahn- und Gedenkstätte Ravensbrück bewarben.
Ursula Schneider-Schulz nahm in der DDR an Steinbildhauersymposien in Ummendorf und nach der deutschen Wiedervereinigung 1993, 1994 und 1995 an den TerraArte-Werkstattwochen in Hundisburg teil.
Sie war bis 1990 Mitglied des Verbands Bildender Künstler der DDR.
Ursula Schneider-Schulz war mit dem Bildhauer Harri Schneider verheiratet. 
Arbeiten von Ursula Schneider-Schulz befinden sich u. a. in den Städtischen Museen Jena und im Archiv der Moderne der Bauhaus-Universität Weimar. Eine Sammlung zum Künstlerischen Schaffen von Ursula Schneider-Schulz und Harri Schneider befindet sich im Stadtarchiv Magdeburg (REP 62 A).

## Werke (Auswahl)

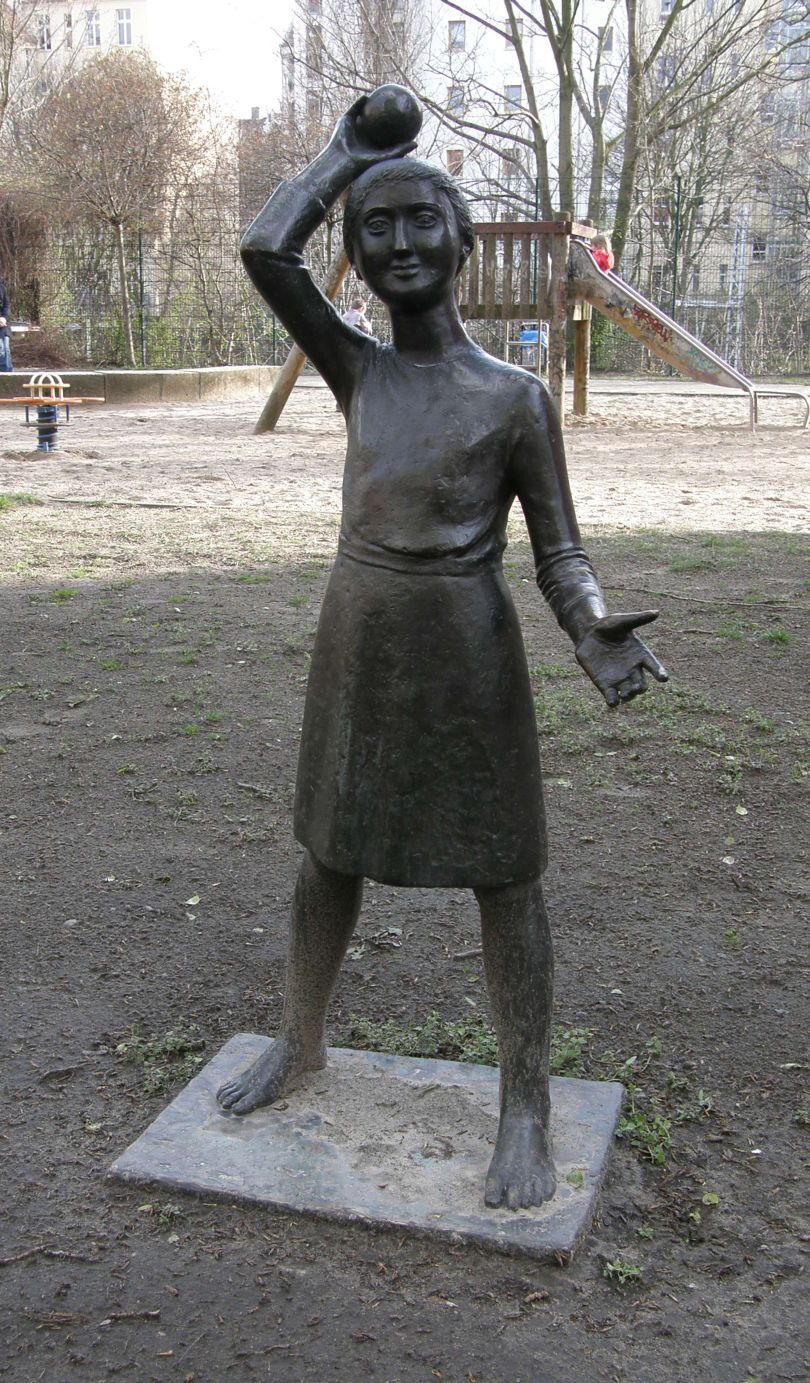
Ballspielendes Mädchen, Bronzeskulptur in Berlin-Pankow

- Ballspielendes Mädchen (1956/1957, Bronze; Berlin-Pankow)[3]
- Tanzende Mädchen (1961, Bronze; Jena, Weigelstraße)[4]
- Stehende Frauengestalt (1965, überlebensgroß, Bronze; Gedenkstätte des Außenlagers Genthin des Konzentrationslagers Ravensbrück; Plastik wurde 2013 gestohlen)
- Mutter mit Kind (1976, Brunnenplastik, Bronze; Magdeburg, Kosmos-Promenade Ecke Werner-Seelenbinder-Straße)[5]
- Fröhliche Frau (1981, Bronze, Magdeburg)[6]
- Luftfahrt und Schifffahrt (zwei Skulpturen mit Sockel, 1991, Beton, von Annedore Policek mit abstrahierten Formelementen verkleidet; Magdeburg, Bruno-Taut-Ring bzw. Sankt-Josef-Straße)[7]

## Teilnahme an Ausstellungen in der DDR
- 1957: Berlin, Ausstellungspavillon Werderstraße („Junge Künstler der DDR“)
- 1958/1959 und 1977/1978: Dresden, Vierte Deutsche Kunstausstellung und VIII. Kunstausstellung der DDR
- 1965, 1974, 1979 und 1984: Magdeburg, Bezirkskunstausstellungen
- 1970: Berlin, Altes Museum („Im Geiste Lenins“)
- 1971: Berlin, Altes Museum („Das Antlitz der Arbeiterklasse in der bildenden Kunst der DDR“)
- 1975: Wanderausstellung „Kleinplastik und Grafik“
- 1979: Berlin, Altes Museum („Jugend in der Kunst“)
- 1979: Weimar, Kunsthalle am Theaterplatz („Spektrum. Bildende Künstler der DDR an der Hochschule für Baukunst und Bildende Künste Weimar 1946 – 1951“)
- 1982: Magdeburg, Kloster Unser Lieben Frauen („Plastik im Bezirk Magdeburg“)
- 1987: Magdeburg, Kloster Unser Lieben Frauen („Handzeichnung und Plastik“)